# Hjalte Bidstrup
Hjalte Bidstrup (* 15. Februar 2006) ist ein dänischer Fußballspieler.
Er ist ein rechter Außenverteidiger, kann aber auch auf der linken Außenbahn eingesetzt werden. Im Vereinsfußball spielt Bidstrup bei Viborg FF und ist zudem auch dänischer Nachwuchsnationalspieler.

## Vereinsfußball

### Viborg FF
Hjalte Bidstrup spielte bei HB Køge, bevor er als U12-Spieler zum FC Kopenhagen wechselte. Anfang Februar 2025 wechselte er zu Viborg FF, Dort erhielt Bidstrup einen Vertrag mit einer Laufzeit bis Sommer 2029. Am 28. März 2025 gab er beim 4:0-Auswärtssieg bei Aalborg BK im Alter von 19 Jahren sein Profidebüt in der Superliga.

## Nationalmannschaftskarriere
Hjalte Bidstrup ist dänischer Nachwuchsnationalspieler und vertrat die Skandinavier in den Altersklassen U17, U18 und U19. Mit der U19-Nationalmannschaft nimmt er an der Europameisterschaft 2025 in Rumänien teil.